# Mexiko na Letních olympijských hrách 2012
Mexiko se účastnilo Letní olympiády 2012. Zastupovalo ho 102 sportovců (64 mužů a 38 žen) v 23 sportech.

## Medailisté
| Medaile | Jméno | Sport         | Soutěž                                 |
| ------- | --- | ------------- | -------------------------------------- |
| Zlato   | José de Jesús Corona Israel Jiménez Carlos Salcido Hiram Mier Dárvin Chávez Héctor Herrera Javier Cortés Marco Fabián Oribe Peralta Giovani dos Santos Javier Aquino Raúl Jiménez Diego Reyes Jorge Enríquez Néstor Vidrio \|Miguel Ponce Néstor Araujo José Antonio Rodríguez | Fotbal        | muži družstvo                          |
| Stříbro | Iván García Germán Sánchez | Skoky do vody | muži synchronizované skoky z věže 10 m |
| Stříbro | Paola Espinosová Alejandra Orozco | Skoky do vody | ženy synchronizované skoky z věže 10 m |
| Stříbro | Aída Románová | Lukostřelba   | ženy jednotlivci                       |
| Bronz   | Mariana Avitiaová | Lukostřelba   | ženy jednotlivci                       |
| Bronz   | Laura Sánchez | Skoky do vody | ženy prkno 3 m                         |
| Bronz   | María Espinozová | Taekwondo     | ženy +67 kg                            |